# Tema da Paflagônia
Tema Paflagônio (em grego: θέμα Παφλαγονίας) ou Tema da Paflagônia foi um tema (província civil-militar) do Império Bizantino na região da Paflagônia, ao longo da costa norte da Anatólia. Fundado no século IX, provavelmente ca. 820, compreendeu grosso modo à província romana de Paflagônia e foi sede duma esquadra naval. Com a derrota bizantina na batalha de Manzicerta, os turcos seljúcidas conquistaram a região, que parcialmente foi reconquistada por João II Comneno (r. 1118–1143) e Teodoro I Láscaris (r. 1204–1222).

## História
O Tema da Paflagônia e o seu estratego (governador) aparecem nos registros pela primeira vez em novembro de 826 e é possível que o tema tenha sido fundado por volta de 820. O território corresponde, a grosso modo, com o da província romana da Paflagônia, que até então havia sido incorporado pelos temas Opsiciano e Bucelário. Sua capital administrativa e eclesiástica era Gangra, a mesma dos tempos romanos.
Warren Treadgold - que acredita que a Paflagônia pertencia ao Tema Armeníaco e não ao Bucelário - sugere que a sua reemergência como uma província separada está ligada à nova ameaça naval dos rus' no Mar Negro. De acordo com os geógrafos árabes ibne Cordadebe e ibne Alfaci, a província tinha 5 000 tropas e cinco fortalezas. Uma notável exceção na hierarquia dos temas é a existência dum catepano - encarregado duma esquadra naval - com sede em Amástris.
Após a Batalha de Manzicerta em 1071, a maior parte da região foi perdida para os turcos seljúcidas; as campanhas de João II Comneno (r. 1118–1143) na década de 1130 recuperaram parte da costa, mas o interior permaneceu em mãos turcas. Após a Quarta Cruzada, a Paflagônia caiu sob o controle de David Comneno, mas em 1214, o imperador de Niceia Teodoro I Láscaris (r. 1204–1222), tomou a região ocidental até a cidade de Amástris. Este trecho permaneceu em poder dos bizantinos até o final do século XIV, quando o território foi em parte tomado pelos turcos e o restante pela República de Gênova.